# Lopé-Okanda
Das Lopé-Okanda-Schutzgebiet ist einer von 13 Nationalparks in Gabun und sowohl ökologisch wie auch kulturell von Bedeutung. Aus diesem Grund wurde es 2007 in die Liste des UNESCO-Welterbes aufgenommen. Es war bis 2021, als der Ivindo-Nationalpark als Welt-Naturerbe aufgenommen wurde, die einzige Welterbe-Stätte in Gabun.

## Lage und Geografie
Der Nationalpark Lopé-Okanda liegt ca. 300 km südöstlich von Gabuns Hauptstadt Libreville und umfasst eine Fläche von 491.291 ha. Die Welterbestätte ist mit 511.991 ha etwas weiter gefasst: Doda (1700 ha), Elarmékora (10200 ha), Mokékou (4800 ha) und Mont Iboundji (4000 ha). Das Gebiet erstreckt sich über die Provinzen Ogooué-Ivindo und Ogooué-Lolo und wird umschlossen vom Fluss Ogooué im Norden und zwei seiner Nebenflüsse, Offoué und Mingoué, im Osten und Westen und vom Chaillu-Massiv im Süden.

## Geschichte
Das Tal des Ogooué weist eine sehr lange und vielfältige Geschichte auf. Der Flusslauf stellte schon in der prähistorischen Zeit einen Korridor dar von der Küste ins Landesinnere. Als einziger Weg um den unwirtlichen Regenwald herum wurde die Gegend schon sehr früh von Menschen genutzt. Ihr heutiges Aussehen scheint das Ergebnis einer langen, ununterbrochenen Besiedlung durch den Menschen zu sein. Durch Buschbrände wurde Regenwald zerstört und es entstand eine savannenartige Landschaft, ein ideales Siedlungsgebiet. Schon in der Altsteinzeit nutzten die Menschen diesen natürlichen Vorteil und besiedelten die Gegend. Die Bevölkerungsdichte nahm im Verlauf der Steinzeit ständig zu, bis sie in der Jungsteinzeit und Eisenzeit von einer Reihe von Migrationswellen abgelöst wurde. Die wichtigste davon markiert die Bantu-Migration. Sie nutzten das Tal des Ogooué, um den äquatorialen Regenwald zu durchqueren. Zwischen ca. 800 und 1200 n. Chr. war die Gegend aus noch unbekannten Gründen vermutlich verlassen. Seither haben sich jedoch wieder verschiedene Sprachgruppen abgesiedelt. 1967 wurde die Route Nationale 3 durch das Tal gebaut. Seit 1976 verkehrt zudem eine Eisenbahnlinie in dem Tal, dessen Bevölkerung heute auf rund 2000 Personen geschätzt wird.

## Weltnaturerbe
Aufgrund seiner vielgestaltigen Vegetation und Tierwelt wurde das Gebiet 2007 in die Liste des UNESCO-Weltnaturerbes aufgenommen.

### Flora
Die Koexistenz von Savanne und Regenwald auf kleinem Raum ist ein außergewöhnliches Phänomen, das die Gegend zu einem besonders schützenswerten Naturraum macht. Die lange Besiedlung des Gebietes führte zur Ausprägung dieser speziellen Landschaft, die sich auch heute noch in einem ständigen Wandel befindet. 
Während in anderen, vergleichbaren Gegenden, der Regenwald das Gelände allmählich wieder bedeckte, war dies in Lopé-Okanda aufgrund des relativ trockenen Klimas nicht möglich. So entstand eine unvergleichliche Naturlandschaft, eine Kombination aus Regenwald und Savanne, in der sich eine reiche Flora entwickelte, die auch Pflanzen beherbergt, die sonst in Gabun nirgends nachgewiesen werden konnten.

### Fauna

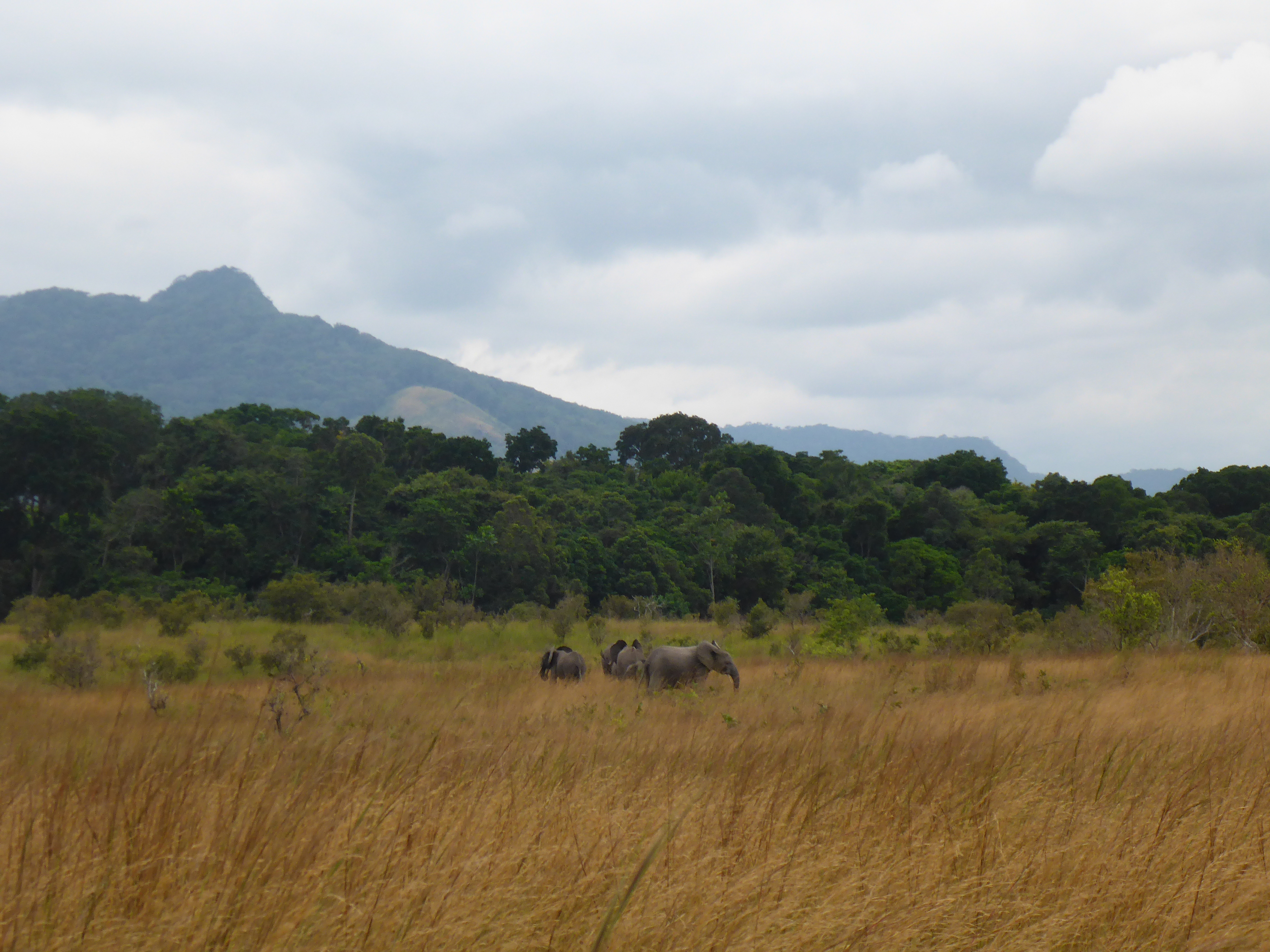
Elefanten im Park

Das größte Tier des Gebietes ist der Afrikanische Waldelefant.
Insgesamt kommen im Lopé-Nationalpark 45 große bis mittelgroße Säugetierarten vor. Unter ihnen gibt es typische Waldtiere oder Generalisten, aber kaum Arten, die ausschließlich an die Savannen angepasst sind. Das Gebiet beherbergt elf Raubtierarten, zwölf Huftierarten, 14 Primatenarten und mehrere Schuppentierarten. Das größte Raubtier ist der Leopard, die einzige weitere Katze des Gebietes ist die Afrikanische Goldkatze. Weiterhin kommen verschiedene kleinere Raubtiere, wie Pardelroller und Afrikanische Zibetkatzen vor. Unter den Huftieren sind besonders die Ducker in großer Vielfalt vertreten. Der größte darunter ist der Gelbrückenducker. Man findet außerdem Blauducker, Weißbauchducker, Petersducker, Kongo-Schwarzrückenducker und Ogilby-Ducker. An weiteren Huftieren kommen Rotbüffel, Buschbock, Sitatunga, Pinselohrschwein und Hirschferkel vor. Unter den Primaten fällt neben den beiden großen Menschenaffen, dem Zentralafrikanischen Schimpansen und dem Westlichen Flachlandgorilla, vor allem der Mandrill auf, der ausschließlich in den Wäldern des westlichen Zentralafrika vorkommt. Die Affen sind weiterhin durch mittelgroße Arten, wie Grauwangenmangaben, Schwarze Stummelaffen, Große Weißnasen, Kronenmeerkatzen und Blaumaulmeerkatzen vertreten.

## Weltkulturerbe
Die lange und vielfältige Siedlungsgeschichte des Ogooué-Tals ist durch archäologische Funde außerordentlich gut dokumentiert. Auf dem gesamten Gebiet von Lopé-Okanda wurden seit Beginn der Ausgrabungen 1987 zahlreiche Zeugnisse früher Besiedlung gefunden, darunter einige einmalige, wie die ältesten afrikanischen Werkzeuge der Steinzeit und mehr als 1800 Felszeichnungen. 
Diese Funde gehören zu den wenigen Dokumentationen der Besiedlung des äquatorialen Regenwaldes in der Steinzeit und bieten viele neue Informationen zum Leben dieser Zeit. Außerdem dokumentieren sie durch die beinahe ununterbrochene Besiedlung die technischen Entwicklungen der Eisenzeit sehr kontinuierlich und geben Auskunft über die Migrationsrouten der Bantu nach Zentral- und Südafrika.
Diese Dokumentation über 400.000 Jahre menschlicher Besiedlung von der Steinzeit bis heute ist eine Besonderheit und der Grund, weshalb das Gebiet 2007 in die Liste des UNESCO-Weltkulturerbes aufgenommen wurde.